# Black Panthers (film)
Pour les articles homonymes, voir Black Panthers.
Pour plus de détails, voir Fiche technique et Distribution.
Black Panthers est un moyen métrage documentaire français écrit et réalisé par Agnès Varda et sorti en 1968.

## Synopsis
Tourné à Oakland (Californie) au cours des manifestations autour du procès de Huey Newton, leader des activistes noirs...
Au temps où les Black Panthers avaient un programme et des projets, avec entraînement des troupes, meetings, danses et déclarations, au temps où les Black Panthers inquiétaient les États-Unis...

## Fiche technique
- Titre : Black Panthers
- Réalisation : Agnès Varda
- Photographie : Paul Aratow, David Myers et Agnès Varda
- Montage : Paddy Monk
- Société de production : Ciné-Tamaris
- Pays :  France et  États-Unis
- Durée : 31 minutes
- Genre : Documentaire
- Format : 16 mm
- Couleur
- Date de sortie : 
  - France : 1968 (télévision)

## Distinctions
- 1970 : primé au Festival international du court-métrage d'Oberhausen